# Deinocerites mathesoni
Deinocerites mathesoni is een muggensoort uit de familie van de steekmuggen (Culicidae). De wetenschappelijke naam van de soort is voor het eerst geldig gepubliceerd in 1959 door Belkin and Hogue.